# Metroid: Zero Mission
Metroid: Zero Mission (яп. メトロイドゼロミッション Мэторойдо Дзэро Миссён, «Метроид: Миссия Ноль») — компьютерная игра, разработанная и выпущенная японской компанией Nintendo для портативной игровой консоли Game Boy Advance и Game Boy Advance SP в 2004 году. Metroid: Zero Mission входит в серию Metroid и является ремейком игры Metroid (1986), первой в этой серии. Игра была создана Nintendo R&D1, одной из внутренних студий Nintendo, под руководством Ёсио Сакамото. Zero Mission была удостоена премии Interactive Achievement Awards как лучшая игра для мобильной игровой платформы 2004 года, а также заняла второе место в аналогичной категории премии Golden Joystick Awards.

## Механика игры
Так как игра является переизданием Metroid, многие игроки увидят, что игровая механика Zero Mission очень похожа на таковую в оригинале. Однако, здесь присутствуют много новых вещей, новых мест, мини-боссов, а также всецело новое место вблизи конца игры. С первого взгляда прохождение игры похоже на линейное: надо собрать некоторые предметы в определённом порядке. Но, тщательное исследование обстановки позволяет игроку игнорировать большую часть этого порядка. Эта техника получила название «Разрушения последовательности», и она делает возможным закончить игру, собрав всего лишь 9 % вещей. Прогресс игры может быть сохранён только в определённых комнатах, соответственно названных «Комнатами сохранения», и обозначенных на имеющейся в игре карте буквой S.

## Метроиды
Появление Метроидов в игре похоже на их появление в оригинальной игре. Метроиды появляются только в Туриане (Tourian), гнезде оригинального главного босса (Mother Brain).

## Предметы и объекты
Много улучшений и вещей из оригинального Метроида появляются в Zero Mission, с тем же применением, и с теми же эффектами. Основными вещами являются: Varia Suit, Gravity Suit, Morph Ball, Morph Ball Bombs, Missiles, а также разнообразные лучи. Hi-Jump Boots и Spring Ball соединены в одну вещь, что было впервые сделано в Metroid Fusion. Wave Beam и Spazer Beam также объединены. Единственная новая вещь в игре — это Power Grip, которая позволяет Самус хвататься за углы и подтягиваться на одной руке. В Metroid Fusion эта техника присутствовала с самого начала. В игре может быть использована техника прыжка от стены, она может быть использована и с одной стеной. Техника Shinespark, впервые появившаяся в Super Metroid, также присутствует.

### Предметы и объекты
- Varia Suit — костюм, способный выдерживать высокие температуры.
- Morph Ball — позволяет Самус свернуться в «клубок» и открывает путь в недоступные места.
- Missiles (ракеты) — бывают мощные и обычные. Мощные активируют зеленые двери, а обычные — красные.
- Morph Ball Bombs — бывают мощные и обычные. Мощные уничтожают преграды, которые можно уничтожить только этим оружием, разрушают местность, открывают желтые двери. Обычные уничтожают преграды, которые можно уничтожить только этим оружием.
- Screw Attack — атака в прыжке.
- Speed Booster — ускоряет Самус и позволяет разрушить специальные преграды или уничтожить противников при должном разгоне.
- Hi-Jump (высокий прыжок) — поможет допрыгнуть туда, куда не добраться простым прыжком. Также позволяет Самус прыгать в Морф Шаре.
- Power Grip — помогает зацепиться за край платформы, до которой никаким другим путём не добраться.
- Ice Beam — замораживает врага для создания ледяной платформы.
- Long Beam — увеличивает длину выстрелов Самус.
- Wave Beam — даёт Самус возможность стрелять через препятствия. В Zero Mission Wave Beam совмещён со Spazer Beam.

### Неактивированные вещи
Вещи которые можно активировать, пройдя 2 половину сюжета о том, что Самус нужно добыть супер-костюм при помощи церкви Чозо.
- Gravity Suit — костюм помогающий одолеть водные места. А если соединить с Varia Suit, то и лаву можно пройти.
- Space Jump — позволяет совершать неограниченное количество прыжков в воздухе.
- Plasma Beam — удваивает урон, стреляя сгустком плазмы.

## Музыка и графика
Большинство музыки в Миссии Ноль состоит из оркестровых аранжировок Хирокадзу «Hip» Танаки из оригинального Metroid. Также, игра заимствует треки из Super Metroid. Есть и немного новой музыки. Трек к Zero Mission был спродюсирован Минако Хамано и Кэндзи Ямамото, которые также сочиняли музыку к Super Metroid.
Графика более красочная и живая, чем в Metroid Fusion или Super Metroid. Стиль графики задних планов напоминает таковой в комиксах, рисованных от руки. Иногда в игре появляются анимированные сцены. Враги-боссы большие и хорошо анимированные, сама Самус двигается очень плавно. Широко используется прозрачность: непрозрачные элементы переднего плана, закрывающие скрытые места, плавно исчезают, как только игрок найдёт вход.

## Дополнительно
| Сводный рейтинг       | Сводный рейтинг |
| Агрегатор             | Оценка          |
| --------------------- | --------------- |
| GameRankings          | 90,19 %         |
| Metacritic            | 89/100          |
| MobyRank              | 9/10            |
| Иноязычные издания    |                 |
| Издание               | Оценка          |
| 1UP.com               | A               |
| Eurogamer             | 9/10            |
| G4                    | 5/5             |
| GamePro               | 5/5             |
| GameSpot              | 8,5/10          |
| GameSpy               | 8,7/10          |
| IGN                   | 9/10            |
| Nintendo World Report | 9,5/10          |
| Village Voice         | 8/10            |
| Русскоязычные издания |                 |
| Издание               | Оценка          |
| «Страна игр»          | 8/10            |

Уникальность для Zero Mission, Metroid Prime и Metroid Prime 2: Echoes состоит в открытии новых возможностей, таких как эмуляции оригинального Metroid для приставки NES, а также звукового теста. Достигается это прохождением игры на разных уровнях сложности. Используя соединительный кабель Gameboy Advance, игру можно подключать к консоли GameCube, тогда для просмотра становятся доступны картинки концовок Fusion (включая японские концовки с разных уровней сложности). Также, в игре присутствует галерея, в которой можно просматривать все открытые концовки. Режим Временной Атаки появляется в слоте сохранения, в котором игра была пройдена. В Режиме Временной Атаки игрок проходит игру на нормальном уровне сложности, и в конце игры получает пароль, зависящий от времени, затраченного на игру. Пароль использовался для вступления в соревнование, проводившееся Nintendo в Японии.

## Противоречия с Metroid
Metroid: Zero Mission содержит много определённых несовпадений с сюжетом Metroid. Первое и самое заметное — это различия в появлении локаций (взятых из Super Metroid). Локации включают в себя Brinstar, где игрок начинает игру, шахту спасения, комнату Mother Brain в Tourian, и различные места в Crateria.
В этой игре Крейд (Kraid) почти такой же большой, как в Super Metroid. В дополнение, здесь нет приманки «поддельного Крейда», что является отступлением от короткой традиции.
Zero Mission устанавливает в качестве факта то, что Чозо (Chozo) однажды жили на Зебесе (Zebes), и что Самус была воспитана здесь, когда была ребёнком. Эти детали никогда раньше не упоминались в серии игр, но открывались в различных других материалах, таких как руководство к Metroid Prime и в комиксах Nintendo Power.
Из-за расположения главного пиратского корабля на Зебесе, фанаты думали, что это мог быть сломанный корабль, бывший в Super Metroid. Однако директор Zero Mission Ёсио Сакамото отклонил такую возможность, сказав, что это разные корабли.
Также, руководство по игре отодвинуло образование Галактической Федерации на пять лет назад.